# Glande mammaire
Les glandes mammaires sont les glandes des mamelles des mammifères mâles et femelles. Elles ont la particularité de sécréter le lait servant à l'allaitement de la progéniture.
Les glandes mammaires sont, embryologiquement, des glandes sudoripares[réf. nécessaire] modifiées qui, initialement, protégeaient des infections les œufs de mammifères protothériens.

## Chez l'être humain

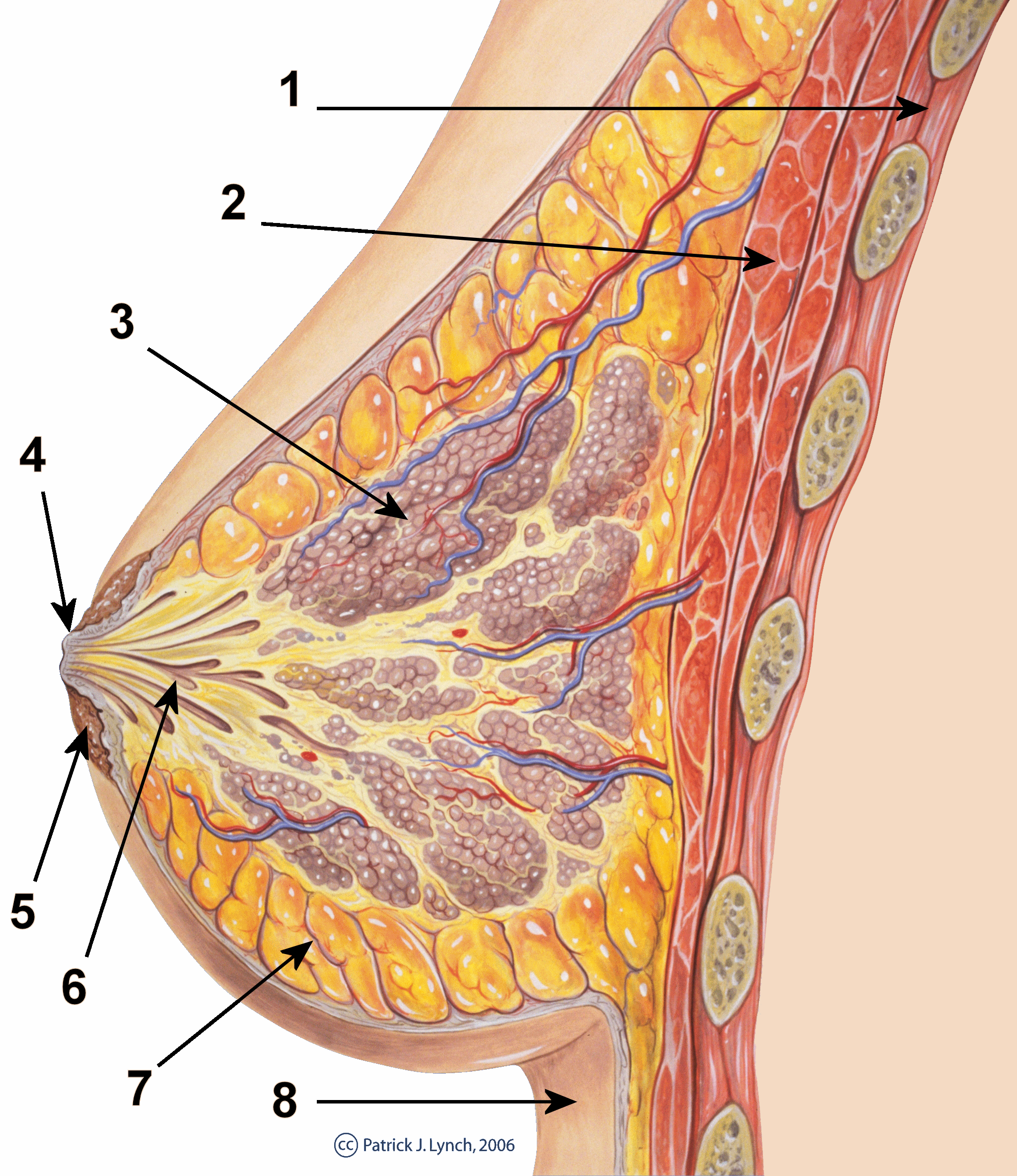
Glande mammaire humaine
1 : Cage thoracique
2 : Muscles pectoraux
3 : Lobules
4 : Surface du mamelon
5 : Aréole
6 : Conduit galactophore
7 : Tissu adipeux
8 : Peau.

Chez l'être humain, l’individu mâle aussi possède deux glandes mammaires mais elles ne sont pas développées par les canaux mammaires, puis les canaux lactifères (ou galactophores). Le sein est soutenu dans sa partie supérieure par des bandes de tissu conjonctif appelées ligaments de Cooper (en).
La glande mammaire en lactation se caractérise par :
- une hypertrophie des glandes exocrines tubulo-alvéolaires ;
- une disparition du tissu palléal ;
- l'apparition de produit de sécrétion (lait) dans la lumière des glandes.

Le volume des seins ne conditionne en rien le volume de la lactation.
La physiologie de la lactation est sensible à de nombreuses hormones : prolactine, progestérone, ocytocine, œstrogènes, etc.
Le cancer du sein est la principale affection de cet organe.

## Chez la vache laitière

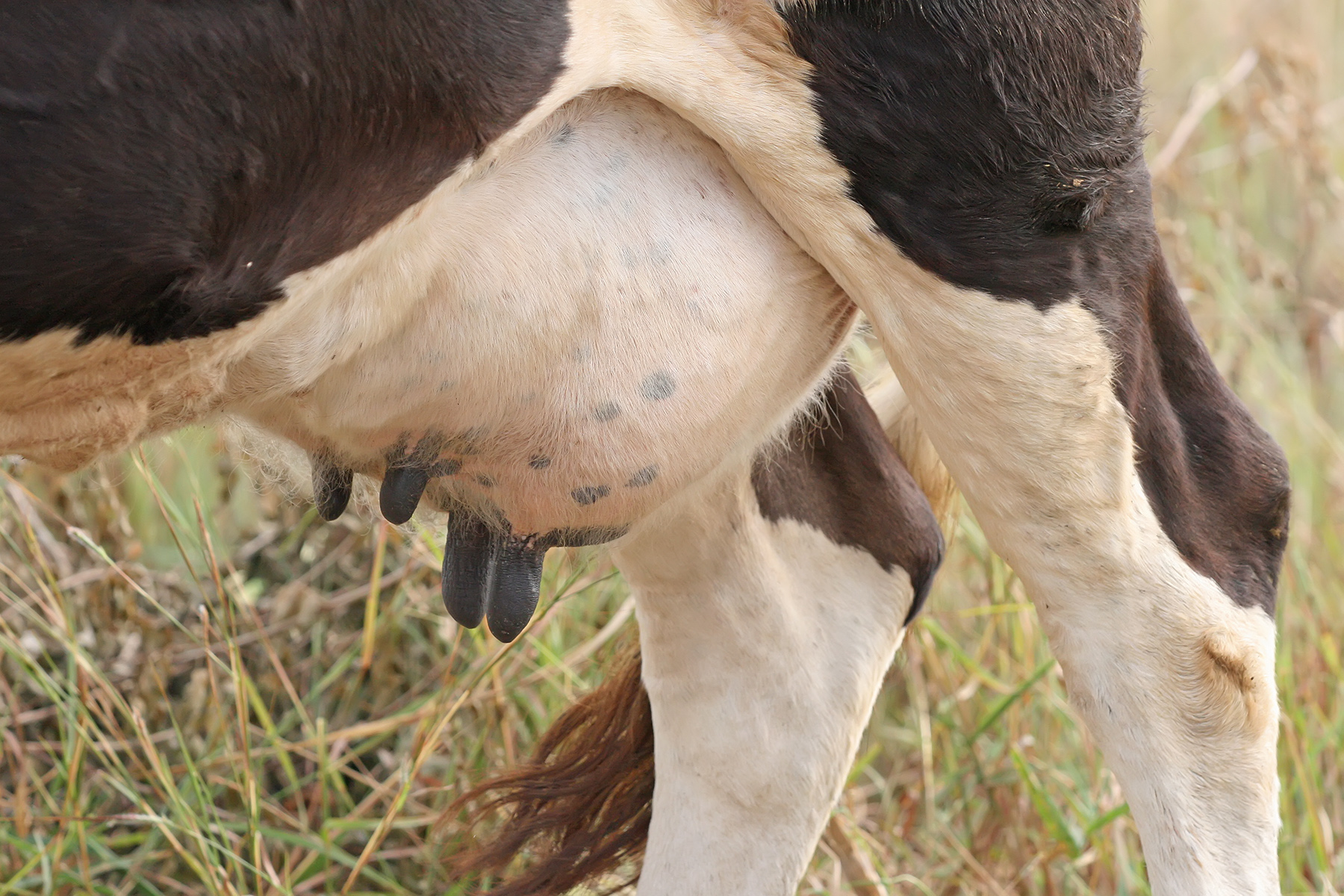
Mammelle de vache et ses quatre trayons correspondant à quatre glandes mammaires.

## Exemples

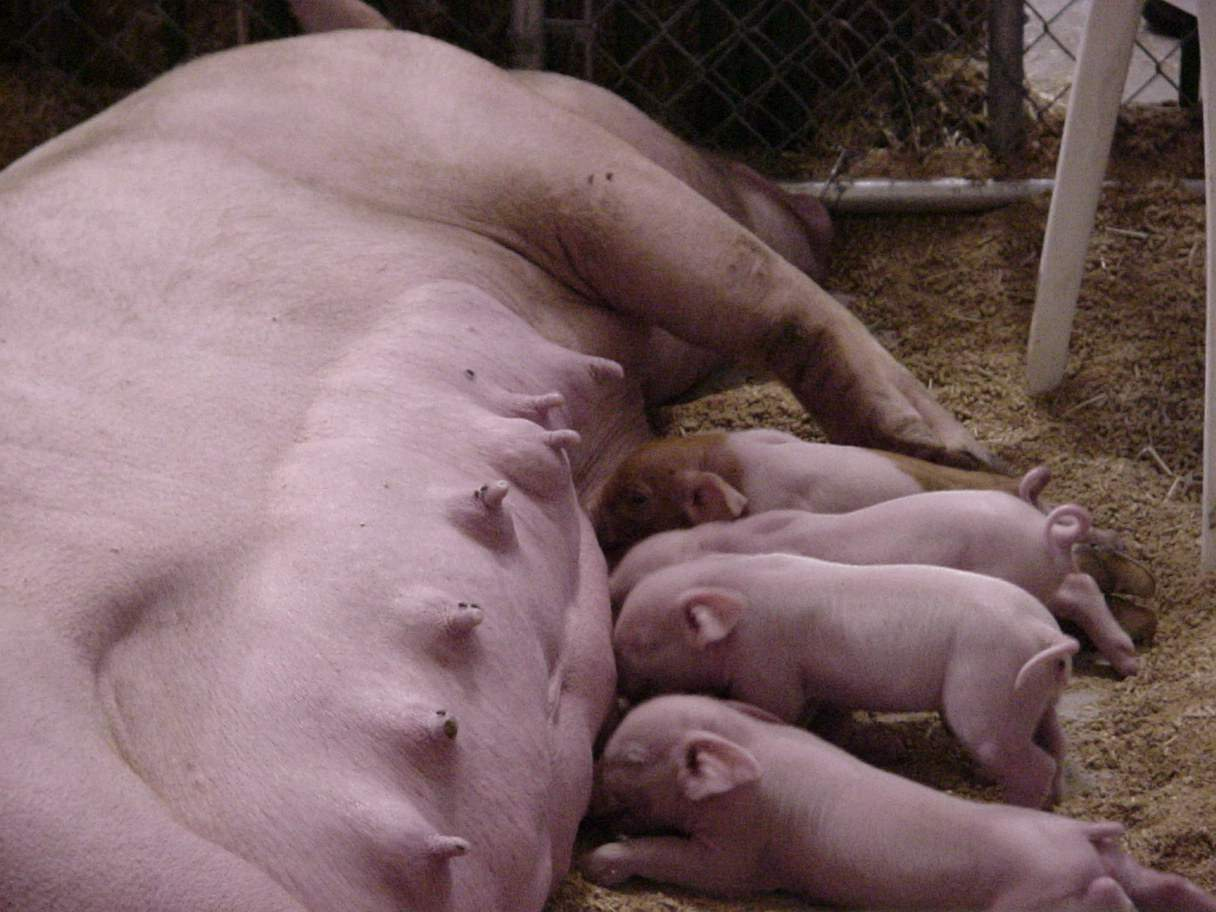
Cochon
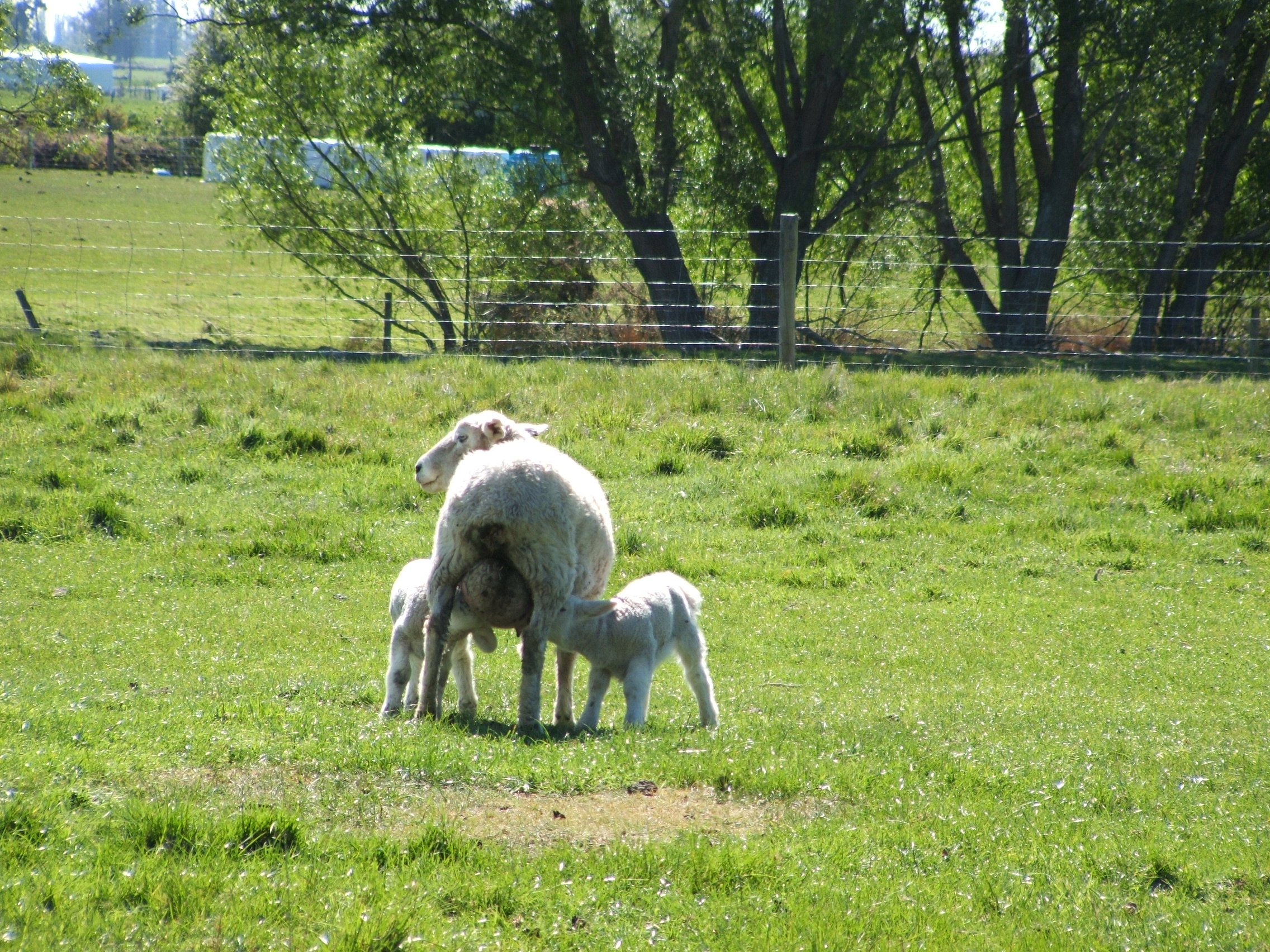
Mouton
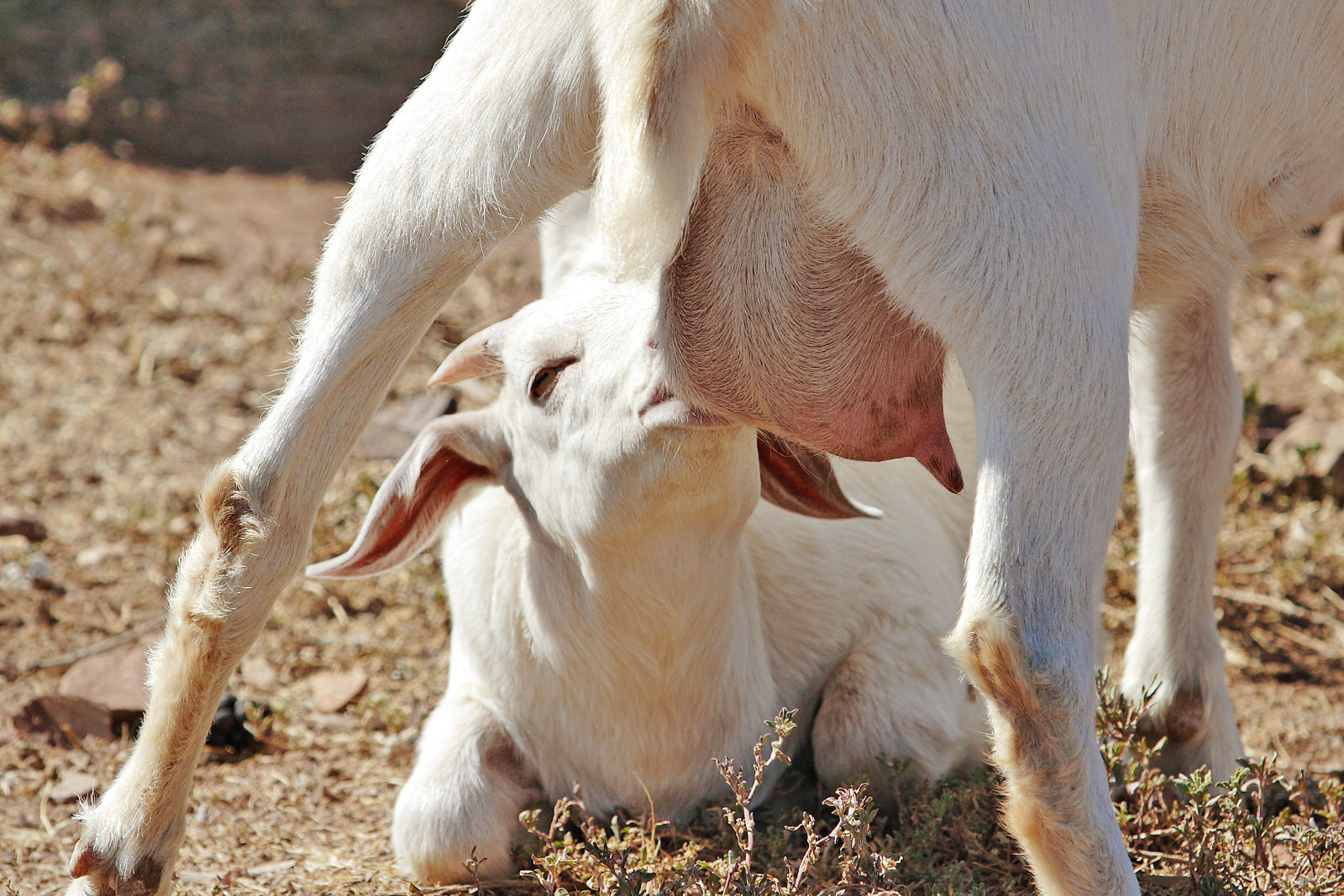
Chèvre
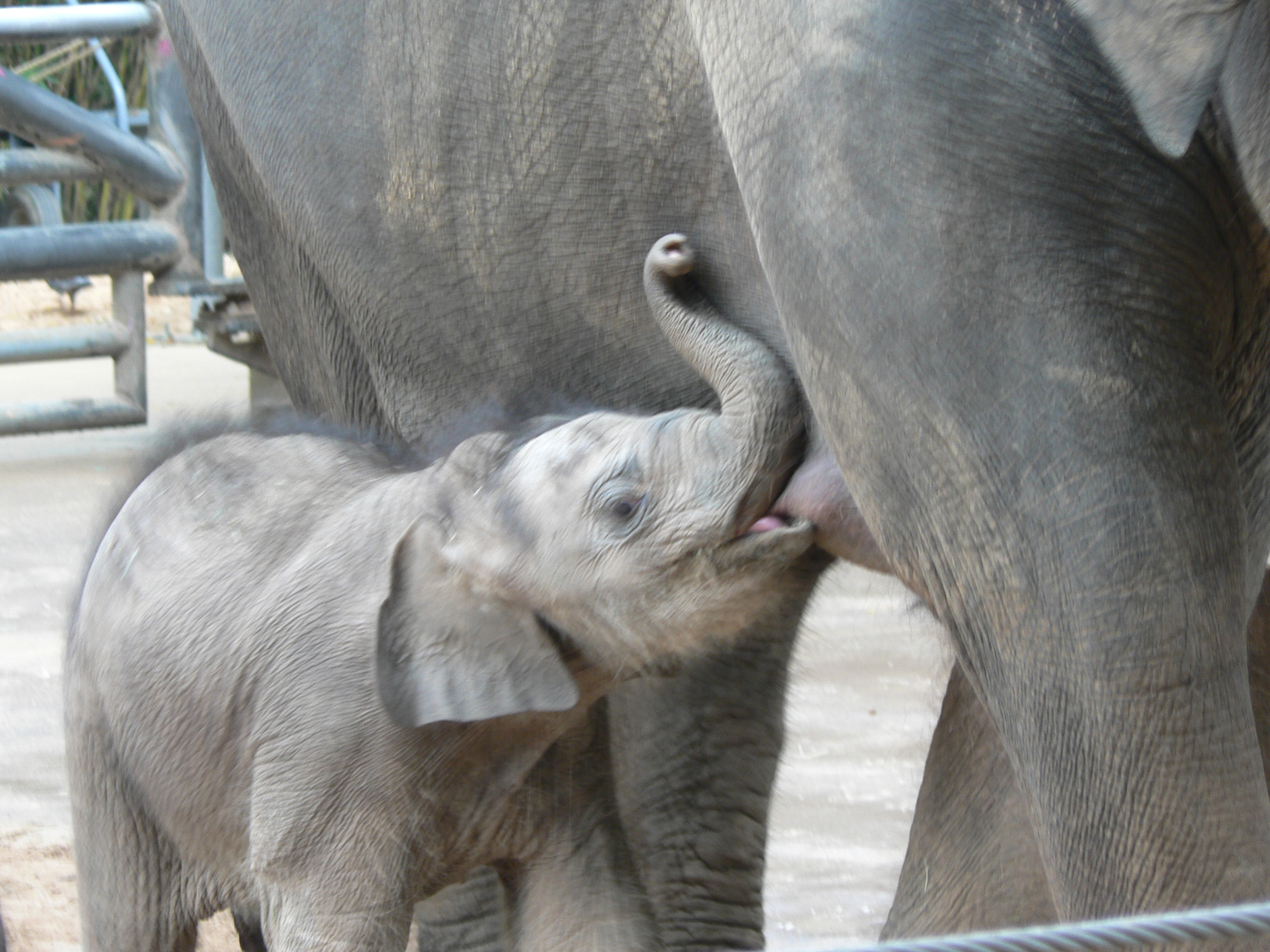
Éléphant

## Pour approfondir